# Triuncidia
Triuncidia là một chi bướm đêm thuộc họ Crambidae.

## Các loài
- Triuncidia eupalusalis (Walker, 1859)
- Triuncidia ossealis (Hampson, 1899)